# Robert Fortune
Robert Fortune (Kelloe, Berwickshire, 16 de setembre del 1812 – Londres, 13 d'abril del 1880) va ser un botànic i viatger escocès que és recordat per haver introduït la planta de te xinesa a l'Índia.

## Biografia
Fortune va treballar al jardí botànic d'Edimburg, primer, i posteriorment al jardí que la Royal Horticultural Society tenia a Chiswick (a la rodalia de Londres). L'obertura de la Xina als estrangers causada pel Tractat de Nanjing del 1842 propicià que la Societat l'enviés a aquell país per a recollir-hi plantes.
Aquest viatge introduí a Europa moltes flors noves, però el seu segon viatge, del 1848, tingué conseqüències de molt més abast. Durant tres anys, i per iniciativa de la British East India Company recorregué la Xina, i el fruit del viatge foren les 20.000 plantes de te que portà a Darjeeling, a l'Índia. Aquesta feta ajudà a crear les indústries del té hindú i singalès i posà fi al monopoli natural xinès. Fou el primer europeu que va descobrir que el te negre i el verd eren varietats d'una mateixa planta.
En viatges posteriors visità Taiwan i el Japó, i en descrigué la cultura del cuc de seda i la manufactura de l'arròs. Introduí a Occident molts arbres, arbusts i flors, com el cumquat, les peònies, les azalees i els crisantems. Una rosa enfiladissa de color blanc que portà el 1850, suposadament un encreuament natural entre la Rosa laevigata i la R. banksiae, fou batejada R. fortuniana (sinònim R. fortuneana) en el seu honor. Fortune contà els seus viatges en diversos llibres molt amens, que li permeteren viure de renda fins a la seva mort.
Actualment, en botànica se'l cita com a autoritat taxonòmica amb l'abreviatura Fortune.

## Publicacions
- Three Years' Wandering in the Northern Provinces of China, A Visit to the Tea, Silk, and Cotton Countries, with an account of the Agriculture and Horticulture of the Chinese, New Plants, etc. London: John Murray, 1847 (Text en traducció alemanya[Enllaç no actiu])
- A Journey to the Tea Countries of China; Sung-lo and the Bohea Hills; with a Short Notice of the East India Company's Tea Plantations in the Himalaya Mountains London: John Murray, 1852
- Two visits to the tea countries of China and the British tea plantations in the Himalaya London: John Murray, 1853
- A Residence Among the Chinese; Inland, On the Coast and at Sea; being a Narrative of Scenes and Adventures During a Third Visit to China from 1853 to 1856, including Notices of Many Natural Productions and Works of Art, the Culture of Silk, &c. London: John Murray, 1857
- Yedo and Peking; A Narrative of a Journey to the Capitals of Japan and China, with Notices of the Natural Productions, Agriculture, Horticulture and Trade of those Countries and Other Things Met with By the Way London: John Murray, 1863

## Plantes batejades amb el nom Fortune
- Arundinaria fortunei
- Cyrtomium fortunei
- Euonymus fortunei
- Hosta fortunei
- Keteleeria fortunei
- Mahonia fortunei
- Maxburretia fortunei
- Osmanthus fortunei
- Pleioblastus fortunei
- Rhododendron fortunei
- Rosa fortuniana
- Trachycarpus fortunei

## Altres espècies introduïdes per Fortune
- Jasminum nudiflorum
- Dicentra spectabilis
- Forsythia viridissima